# تمثال بافاريا

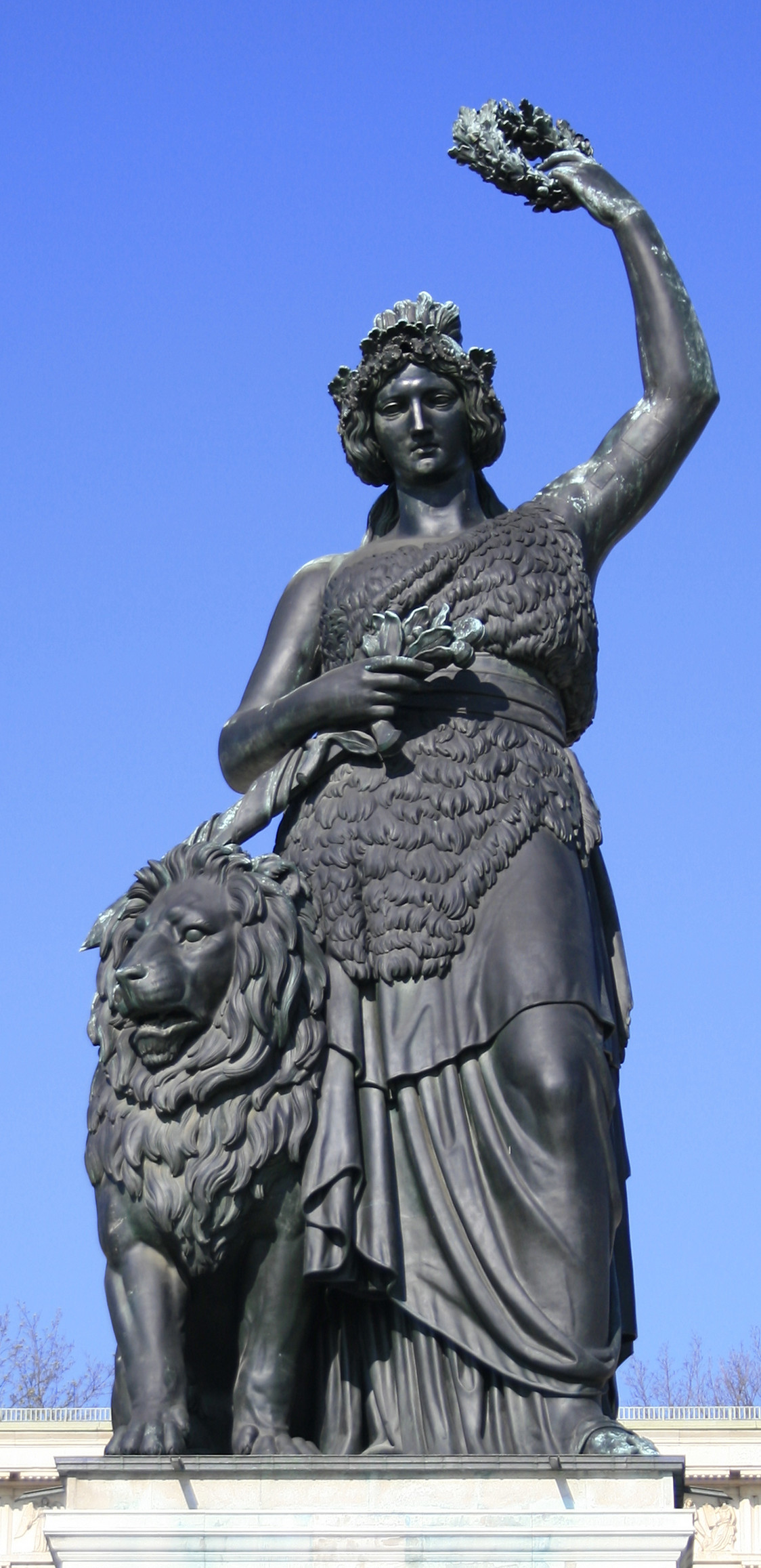
تمثال بافاريا بعد إعادة تجديده في سنة 2002

تمثال بافاريا هو تمثال برونزي تجسيد أنثوي يقع في مدينة ميونخ في ألمانيا، وهذا التمثال هو تجسيد للوطن البافاري، أنشأ التمثال بسنة 1813 بأمر ملك بافاريا لودفيغ الأول كتذكار نصر في معركة لايبزج على فرنسا، يبلغ ارتفاعه 18.52 متر ويبلغ وزنه 87.36 طن، تتواجد قرب مبنى رومشال.